# (5218) Kutsak
(5218) Kutsak (1969 TB3) – planetoida z pasa głównego asteroid okrążająca Słońce w ciągu 3 lat i 222 dni w średniej odległości 2,35 j.a. Została odkryta 9 października 1969 roku.